# Сен-Женьес-Бельвю
Сен-Женье́с-Бельвю́ (фр. Saint-Geniès-Bellevue, окс. Sant Ginèst) — коммуна во Франции, находится в регионе Юг — Пиренеи. Департамент — Верхняя Гаронна. Входит в состав кантона Тулуза-15. Округ коммуны — Тулуза.
Код INSEE коммуны — 31484.

## География
Коммуна расположена приблизительно в 580 км к югу от Парижа, в 10 км к северу от Тулузы.

## Климат
Климат умеренно-океанический. Зима мягкая и снежная, весна характеризуется сильными дождями и грозами, лето сухое и жаркое, осень солнечная. Преобладают сильные юго-восточные и северо-западные ветры.

## Население
Население коммуны на 2010 год составляло 2164 человека.
| 1962 | 1968 | 1975 | 1982 | 1990 | 1999 | 2010 |
| ---- | ---- | ---- | ---- | ---- | ---- | ---- |
| 372  | 630  | 1192 | 1452 | 1529 | 1789 | 2164 |

## Администрация
| Период | Период | Фамилия            | Партия        | Примечания |
| ------ | ------ | ------------------ | ------------- | ---------- |
| 1997   | 2012   | Эмиль-Поль Каброль |               |            |
| 2012   | 2020   | Жак Мазо           | Разные правые |            |

## Экономика
В 2010 году среди 1363 человек трудоспособного возраста (15—64 лет) 1016 были экономически активными, 347 — неактивными (показатель активности — 74,5 %, в 1999 году было 70,7 %). Из 1016 активных жителей работали 953 человека (487 мужчин и 466 женщин), безработных было 63 (32 мужчины и 31 женщина). Среди 347 неактивных 176 человек были учениками или студентами, 120 — пенсионерами, 51 были неактивными по другим причинам.

## Достопримечательности
- Замок Сен-Женьес[фр.] (XVI век). Исторический памятник с 1949 года[4]

## Фотогалерея

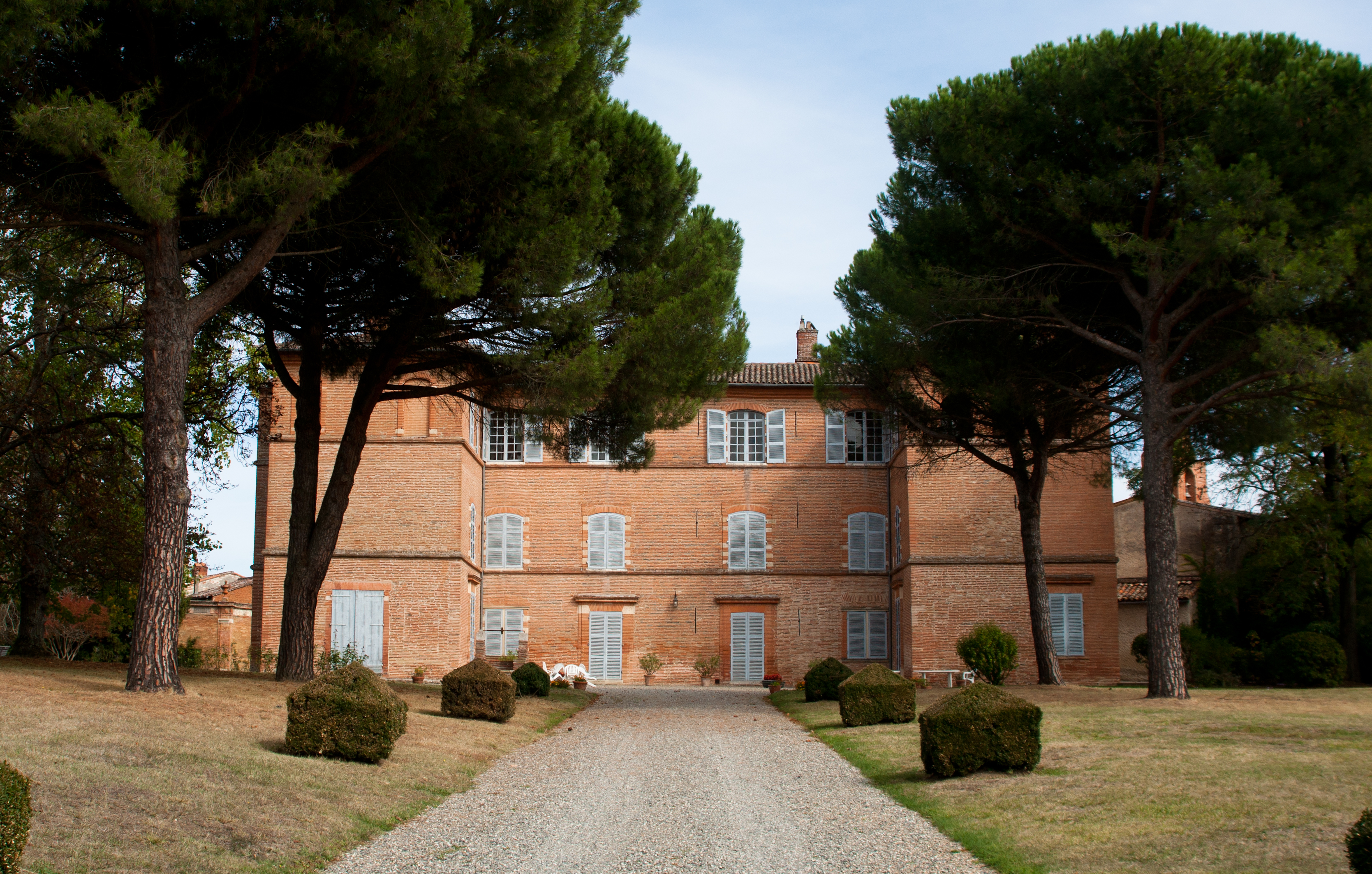
Замок Сен-Женьес
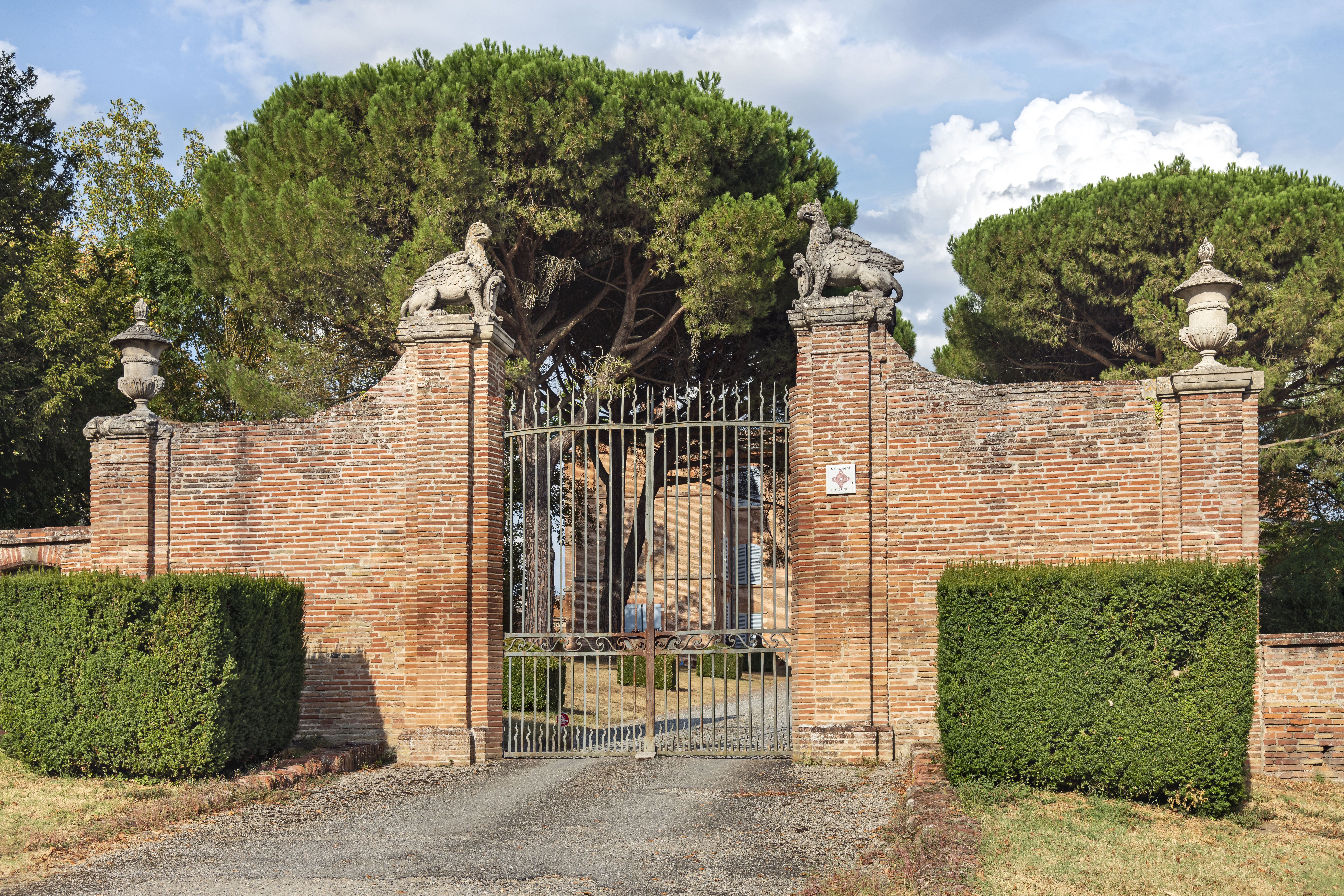
Замок Сен-Женьес (ворота)
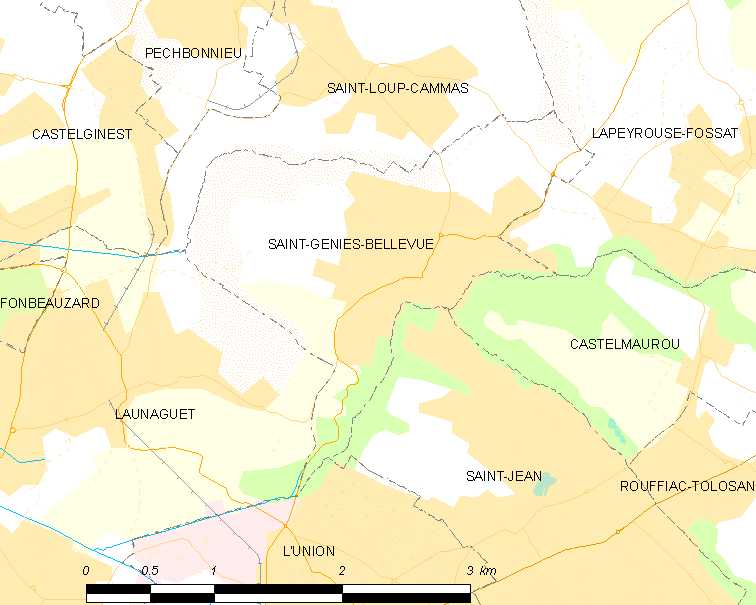
Карта коммуны